# Liste des canonisations prononcées par Léon XIV
Cette page dresse la liste des personnes canonisées par le pape Léon XIV.
Au terme d'une enquête canonique aboutissant à la reconnaissance d'un miracle attribué à l'intercession d'un bienheureux, le pape signe le décret de canonisation. Seul le souverain pontife a cette capacité, car il s'exprime ex cathedra, de manière infaillible et définitive. La canonisation conduit le culte du saint à l'échelle universelle.
En accédant à la charge pontificale le 8 mai 2025, le pape Léon XIV hérita de plusieurs canonisations décrétées par son prédécesseur, qu'il célébrera au cours des prochains mois.

## 2025

### 7 septembre2025

#### Place Saint-Pierre,Vatican

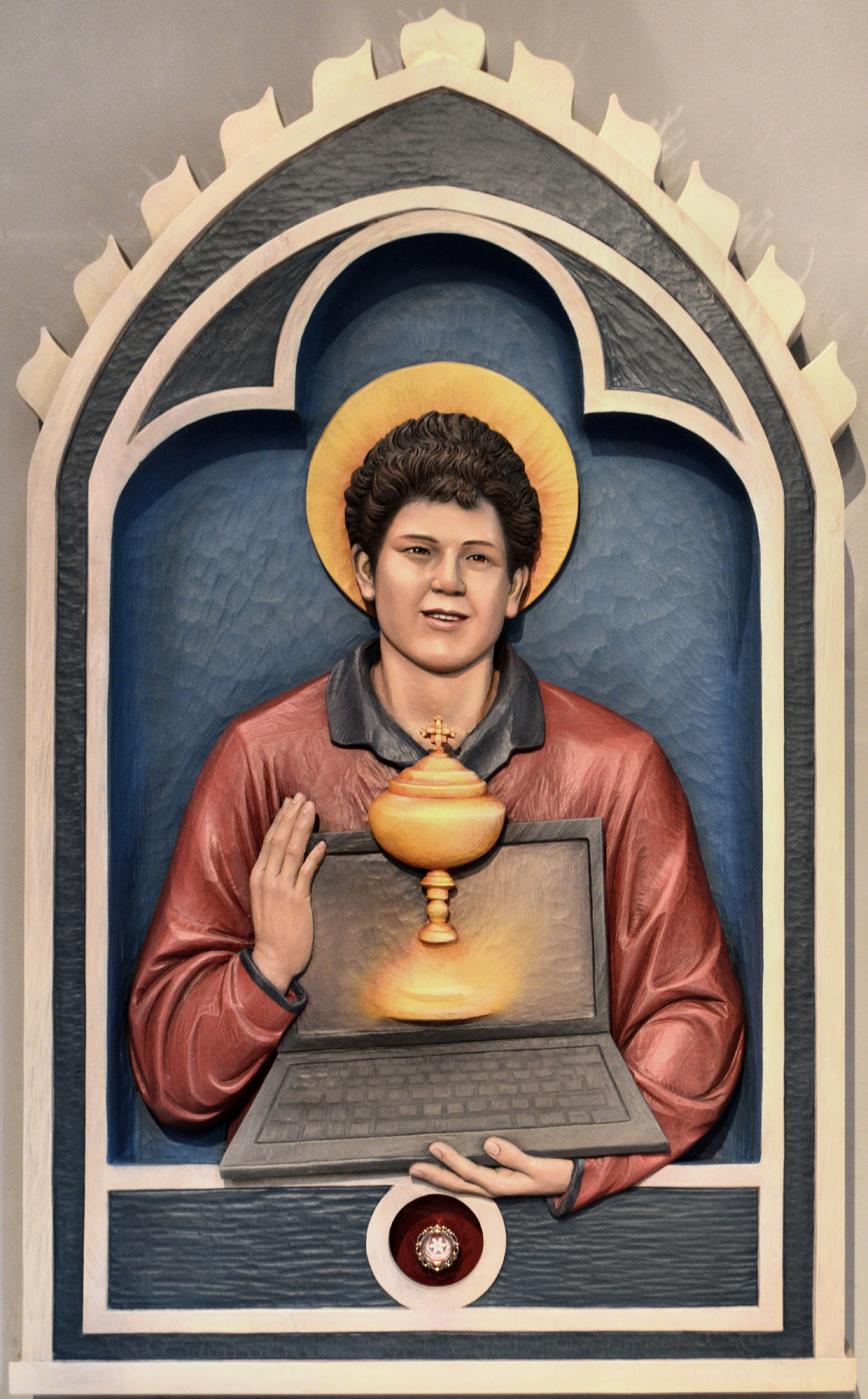
Carlo Acutis (1991-2006), jeune italien de 15 ans, connu comme le cyber-apôtre de l'Eucharistie, qui s'illustra par une ferveur joyeuse et contagieuse, et mourut en offrant ses souffrances pour l'Eglise et le Pape.
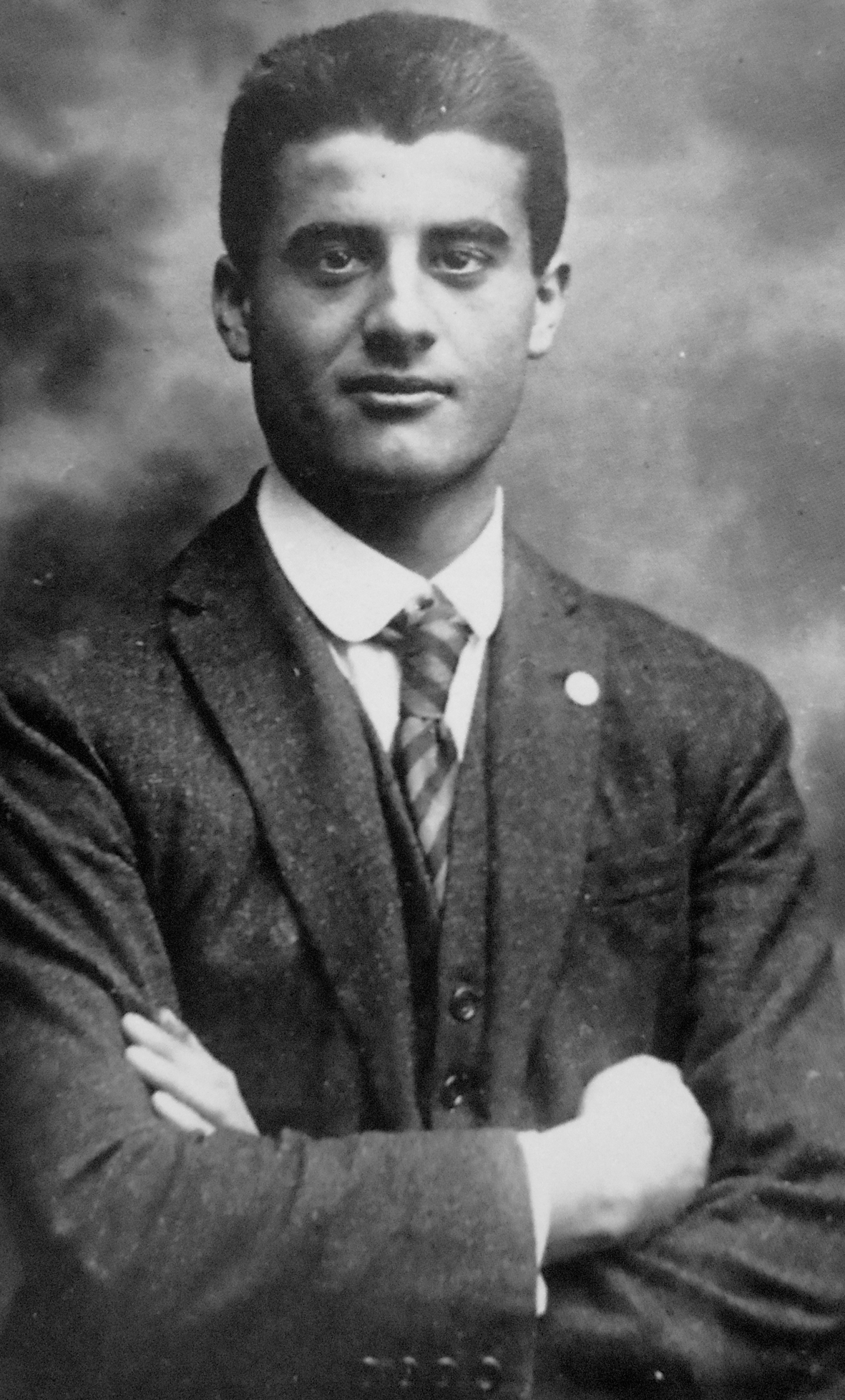
Pier Giorgio Frassati (1901-1925), jeune laïc italien. Il se distingua par sa ferveur joyeuse et entraînante au sein de la jeunesse catholique turinoise, et déploya un grand dévouement au service des plus pauvres.

### 19 octobre2025

#### Place Saint-Pierre,Vatican

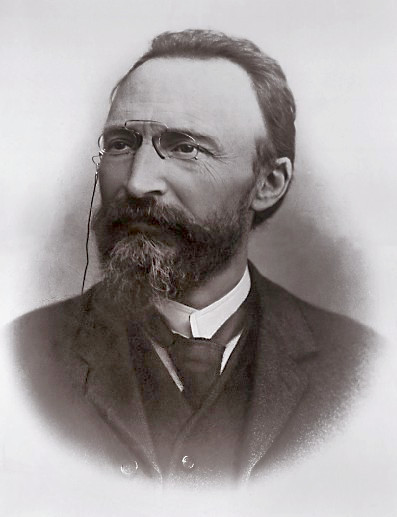
Bartolo Longo (1841)-(1926), laïc italien. Après une jeunesse dissolue et livrée au spiritisme, il se convertit et devint un ardent propagateur du rosaire. Il fonda le très réputé sanctuaire Notre-Dame-du-Rosaire de Pompéi.
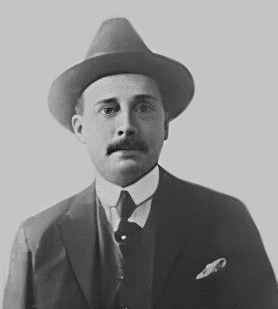
José Gregorio Hernández (1864-(1919), laïc vénézuélien. Médecin réputé, il montra un dévouement constant envers les malades et une sollicitude aux plus pauvres, joint à une vie fervente et mortifiée.
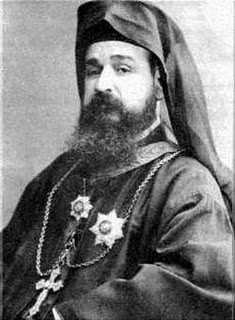
Ignatius Maloyan (1869-1915), archevêque arménien, qui fut torturé puis massacré par les turcs musulmans lors du génocide, pour avoir refusé d'embrasser l'islam et de rejeter le Christ.
Carmen Rendiles Martínez (1903-1977), religieuse vénézuélienne, fondatrice des Servantes de Jésus, pour seconder les prêtres et catéchiser la population, elle fut l'apôtre de la dévotion mariale et eucharistique.
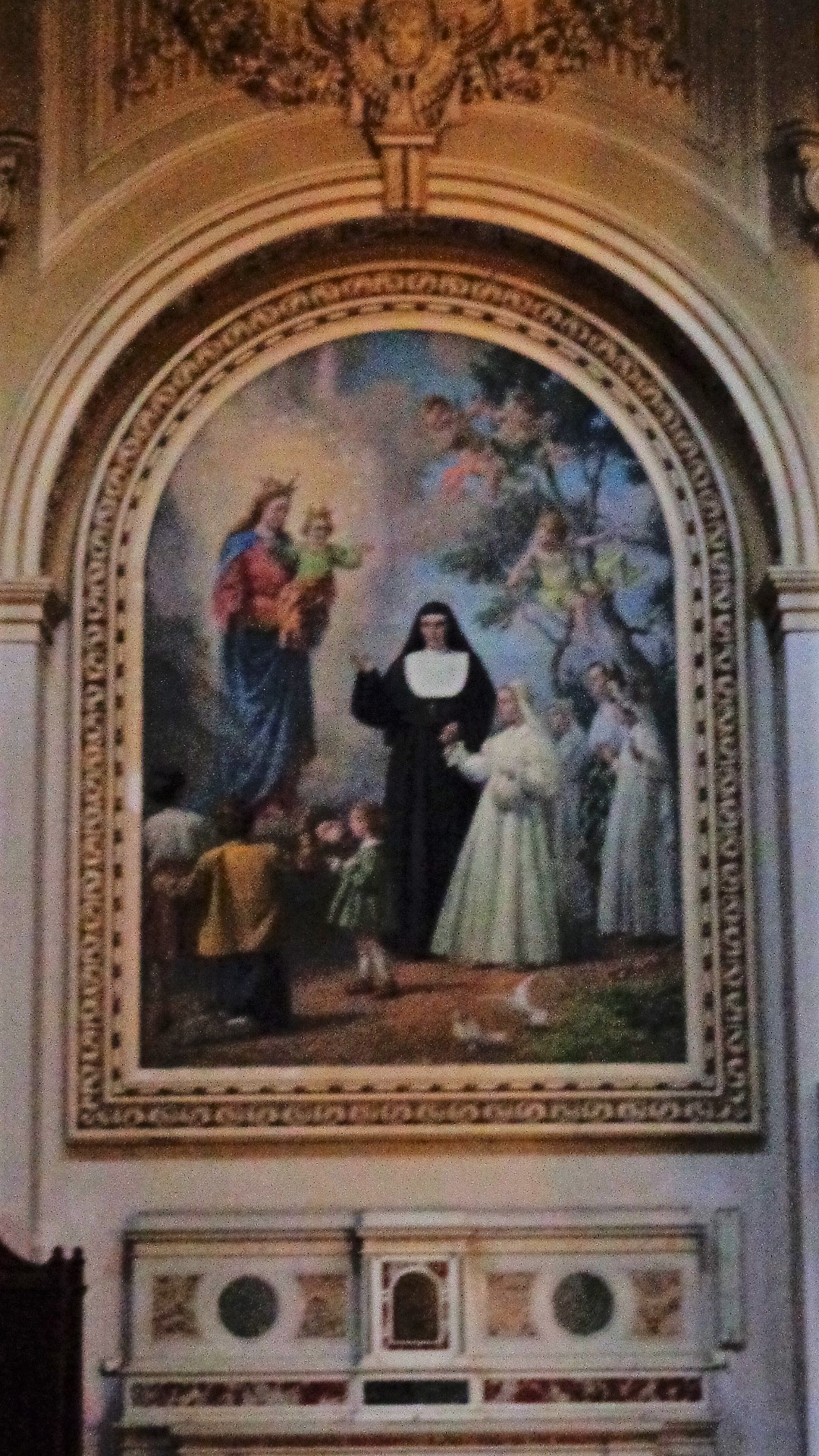
Maria Troncatti (1883-1969), religieuse italienne, des Filles de Marie-Auxiliatrice. Missionnaire en Équateur pendant 47 ans, elle apporta du soulagement aux pauvretés spirituelles et humaines des populations d'Amazonie, desquelles elle était surnommée "notre mère".
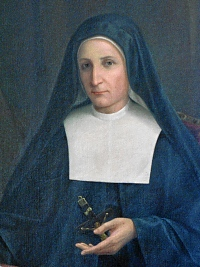
Vincente Marie Poloni (1802-1855), religieuse italienne, cofondatrice et première supérieure générale des Sœurs de la Miséricorde de Vérone, pour l'assistance aux pauvres et aux malades.
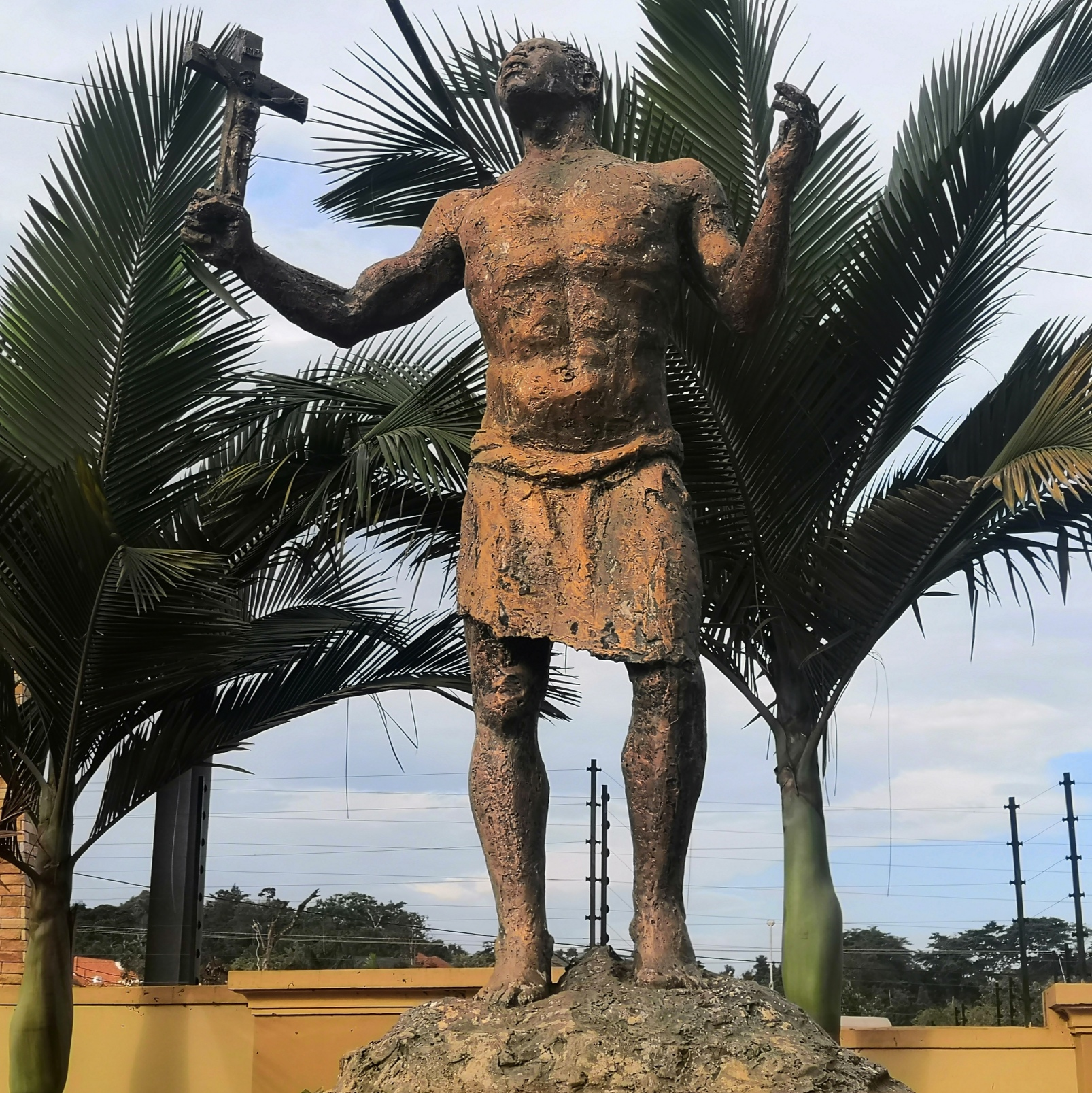
Peter To Rot (1912-1945), laïc et martyr du territoire de Nouvelle-Guinée (actuelle Papouasie-Nouvelle-Guinée). Catéchiste, il organisa les communautés chrétiennes lors de l'occupation japonaise. Il fut emprisonné puis tué par les japonais pour avoir défendu le mariage chrétien.